# Бендзарівська сільська рада
Бендзарі́вська сільська́ ра́да — колишня адміністративно-територіальна одиниця та орган місцевого самоврядування в Балтському районі Одеської області. Адміністративний центр — село Бендзари.

## Загальні відомості
Бендзарівська сільська рада утворена в 1964 році.
- Територія ради: 53,7 км²
- Населення ради: 1 565 осіб (станом на 2001 рік)
- Територією ради протікає річка Кодима

## Населені пункти
Сільській раді підпорядковані населені пункти:
- с. Бендзари
- с. Андріяшівка

## Населення
Згідно з переписом 1989 року населення сільської ради становило 1642 особи, з яких 705 чоловіків та 937 жінок.
За переписом населення 2001 року в сільській раді мешкало 1560 осіб.

### Мова
Розподіл населення за рідною мовою за даними перепису 2001 року:
| Мова       | Відсоток |
| ---------- | -------- |
| українська | 95,85 %  |
| російська  | 2,36 %   |
| молдовська | 0,89 %   |
| циганська  | 0,45 %   |
| румунська  | 0,32 %   |
| болгарська | 0,13 %   |

## Склад ради
Рада складається з 16 депутатів та голови.
- Голова ради: Вадатурська Антоніна Іванівна

### Керівний склад попередніх скликань
| Прізвище, ім'я, по батькові   | Основні відомості                                                                       | Дата обрання | Дата звільнення |
| ----------------------------- | --------------------------------------------------------------------------------------- | ------------ | --------------- |
| Кучер Олександр Васильович    | Сільський голова, 1957 року народження, член Соціалістичної партії України              | 26.03.2006   | 31.10.2010      |
| Вадатурська Антоніна Іванівна | Сільський голова, 1961 року народження, освіта середня спеціальна, член Народної партії | 31.10.2010   | 25.10.2015      |

Примітка: таблиця складена за даними сайту Верховної Ради України

### Депутати
За результатами місцевих виборів 2010 року депутатами ради стали:

#### За суб'єктами висування
| Суб'єкт висування                                       | Кількість обраних депутатів | %    |
| ------------------------------------------------------- | --------------------------- | ---- |
| Партія регіонів                                         | 11                          | 68,8 |
| Народна партія                                          | 2                           | 12,5 |
| Самовисування                                           | 2                           | 12,5 |
| Політична партія Всеукраїнське об'єднання «Батьківщина» | 1                           | 6,3  |

#### За округами
| № округу                                                | Прізвище, ім'я, по батькові    | Дата визнання обраним | Освіта             | Партійна приналежність                        | Відомості про обраного депутата                     |
| ------------------------------------------------------- | ------------------------------ | --------------------- | ------------------ | --------------------------------------------- | --------------------------------------------------- |
| Народна Партія                                          |                                |                       |                    |                                               |                                                     |
| 1                                                       | Жос Людмила Володимирівна      | 02.11.2010            | вища               | позапартійна                                  | районна державна адміністрація, головний спеціаліст |
| 9                                                       | Драганюк Олена Володимирівна   | 02.11.2010            | вища               | член Народної партії                          | Бендзарська загальноосвітня школа, директор         |
| Партія регіонів                                         |                                |                       |                    |                                               |                                                     |
| 2                                                       | Бритавський Анатолій Іванович  | 02.11.2010            | середня            | позапартійний                                 | тимчасово не працює                                 |
| 3                                                       | Рябушенко Світлана Сергіївна   | 02.11.2010            | середня            | член Партії регіонів                          | Бендзарська загальноосвітня школа, вчитель          |
| 5                                                       | Щербакан Людмила Володимирівна | 02.11.2010            | середня            | член Партії регіонів                          | Бендзарська загальноосвітня школа, вчитель          |
| 6                                                       | Рашкован Ніна Іванівна         | 02.11.2010            | вища               | член Партії регіонів                          | Бендзарський дошкільний заклад, вихователь          |
| 7                                                       | Коломієць Лариса Спиридонівна  | 02.11.2010            | середня            | член Партії регіонів                          | тимчасово не працює                                 |
| 8                                                       | Сорока Микола Іванович         | 02.11.2010            | середня            | член Партії регіонів                          | тимчасово не працює                                 |
| 10                                                      | Белюга Ольга Анатоліївна       | 02.11.2010            | середня            | член Партії регіонів                          | Бендзарський дошкільний заклад, двірник             |
| 11                                                      | Дземба Валентина Федорівна     | 02.11.2010            | середня спеціальна | член Партії регіонів                          | Казначейство, бухгалтер                             |
| 12                                                      | Рябушенко Олена Миколаївна     | 02.11.2010            | середня            | член Партії регіонів                          | Бендзарська сільська рада, військовий обліковець    |
| 13                                                      | Герасименко Наталія Іванівна   | 02.11.2010            | вища               | позапартійна                                  | Андріяшівська загальноосвітня школа, директор       |
| 16                                                      | Конєвська Наталія Вячеславівна | 02.11.2010            | вища               | член Партії регіонів                          | фермерське господарство «Прогрес», повар            |
| Політична партія Всеукраїнське об'єднання «Батьківщина» |                                |                       |                    |                                               |                                                     |
| 14                                                      | Калмацуй Дмитро Станіславович  | 02.11.2010            | середня            | член Всеукраїнського об'єднання «Батьківщина» | підприємець                                         |
| Самовисування                                           |                                |                       |                    |                                               |                                                     |
| 4                                                       | Кулик Олександр Іванович       | 02.11.2010            | середня            | член Партії регіонів                          | тимчасово не працює                                 |
| 15                                                      | Паскарюк Любов Дмитрівна       | 02.11.2010            | середня            | позапартійна                                  | Андріяшівська загальноосвітня школа, вчитель        |